# Большой Сереж
Большой Сереж — село в Назаровском районе Красноярского края России. Входит в состав Краснополянского сельсовета.

## История
Первое упоминание о поселении Сереж относится к 1641 году, тогда оно называлось "Ачинский острог".
В 1858 году была построена в селе Покровская церковь, а позже при церкви открыли приходскую школу, был один класс учеников.
В октябре-ноябре 1920 в селе произошло большое и хорошо организованное крестьянское Сережское восстание. Одной из главных причин восстания был отказ крестьян села сдать по продразверстке 11 тысяч пудов хлеба. Большая часть населения примкнула к восставшим, а жители деревень Добрая, Плотбище, Ярлыково поддержали восставших. Крестьянский мятеж был подавлен силами войск ВНУС и артиллерии так что почти ни один дом не уцелел. С обеих сторон погибло около 4 000 человек.
В 1985 году здесь построен новый большой сельский клуб.
Ныне село называется Большой Сереж. Сами же жители различают так называемый Малый Сереж, это часть села, которая находится на правом берегу реки (улицы Центральная, Лесная и др.) и собственно Сереж (то, что на левом берегу: ул. Чулымская, Школьная, Набережная, Клубная...).

## География
Село расположено в 13 км к востоку от райцентра Назарово.

## Население
| 2010 |
| ---- |
| 524  |

Гендерный состав
По данным Всероссийской переписи населения 2010 года 258 мужчин и 266 женщин из 524 чел.

## Школа
3 октября 1928 года в селе Сереж была открыта семилетняя школа. Это было деревянное здание площадью 330 кв.м., в котором обучались дети из 10 деревень. Обучение велось в две смены. Численность обучающихся составляла до 200 и более учащихся.